# Hornická pekárna
Hornická pekárna je zaniklá historická hornická pekárna v hornické kolonii Hranečník ve Slezské Ostravě v Moravskoslezském kraji.

## Historie
Hornická pekárna byla postavena na počátku 20. století (asi v roce 1901) a je asi poslední stavbou tohoto typu v Ostravě. Pekárny tohoto typu vnikaly na Ostravsku od druhé poloviny 19. století a jejich výstavba byla spojená se vznikem hornických kolonií. Pekárnu pro potřeby horníků vystavěla Důlní společnost hraběte Wilczka. Pečení v těchto pekárnách patřilo k běžným činnostem rodin horníků a zpravidla se zde ženy horníků pekly dvakrát týdně chléb. Chlebové těsto se začalo připravovat večer a pec se začala vytápět v noci. Topilo se dostupným černým uhlím. Brzo ráno se do pece sázelo vykynuté chlebové těsto. O svátcích se zde také pekly bábovky a jiné bílé pečivo. Pekárna s topnou komorou je malá budova obdélníkového půdorysu s pecí a komínem. Uvnitř pekárny je umístěna expozice o historii dobývání uhlí v blízkém Wilczkově dole a místních rodácích, kterými jsou komunistický politik Josef Kotas a politik, novinář a děd prezidenta Václava Havla - Hugo Vavrečka.

## Další informace
Hornickou pekárnu renovoval spolek Pestré vrstvy v roce 2020. Vstup do pekárny je zpoplatněn.

## Galerie

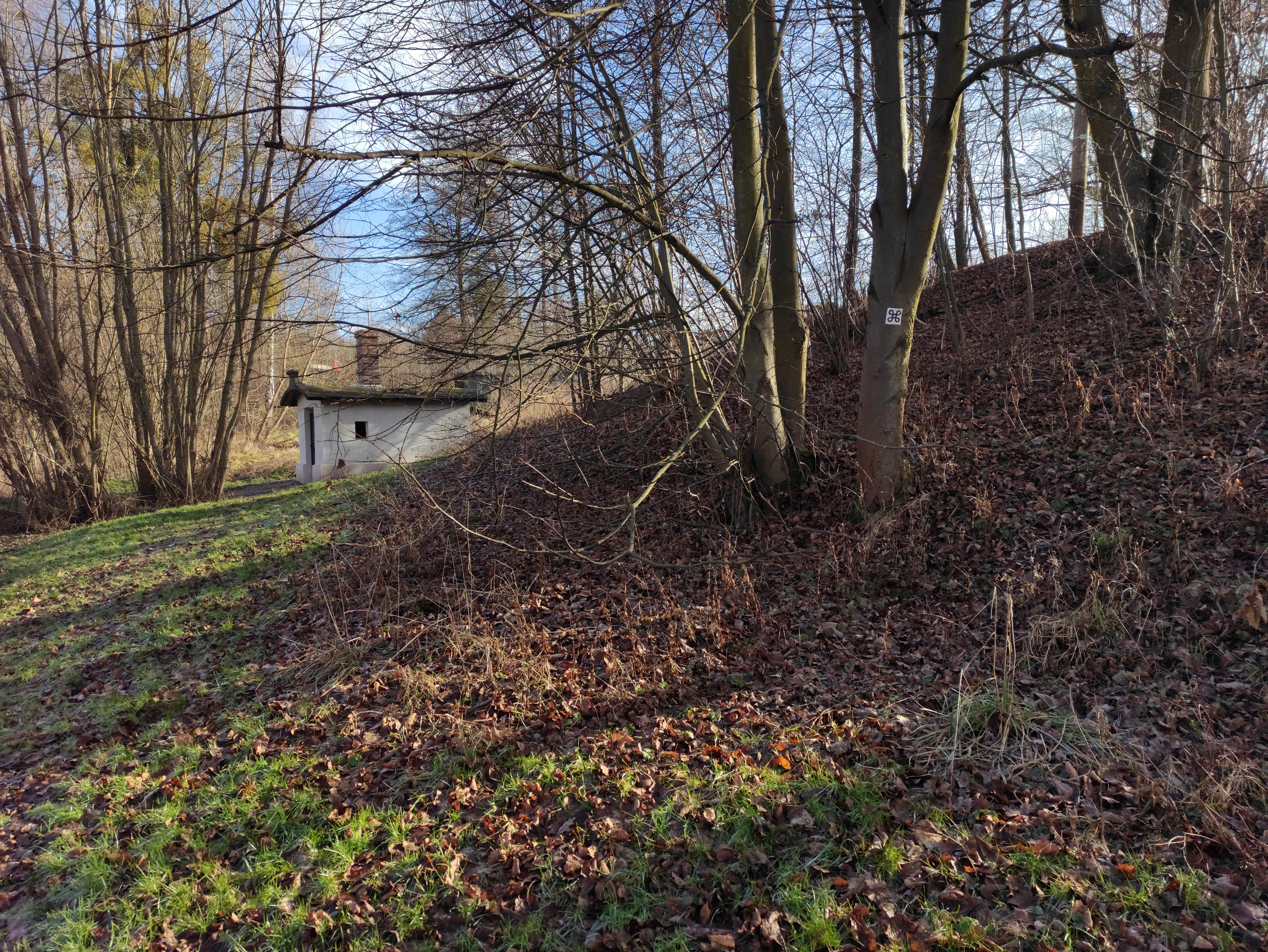
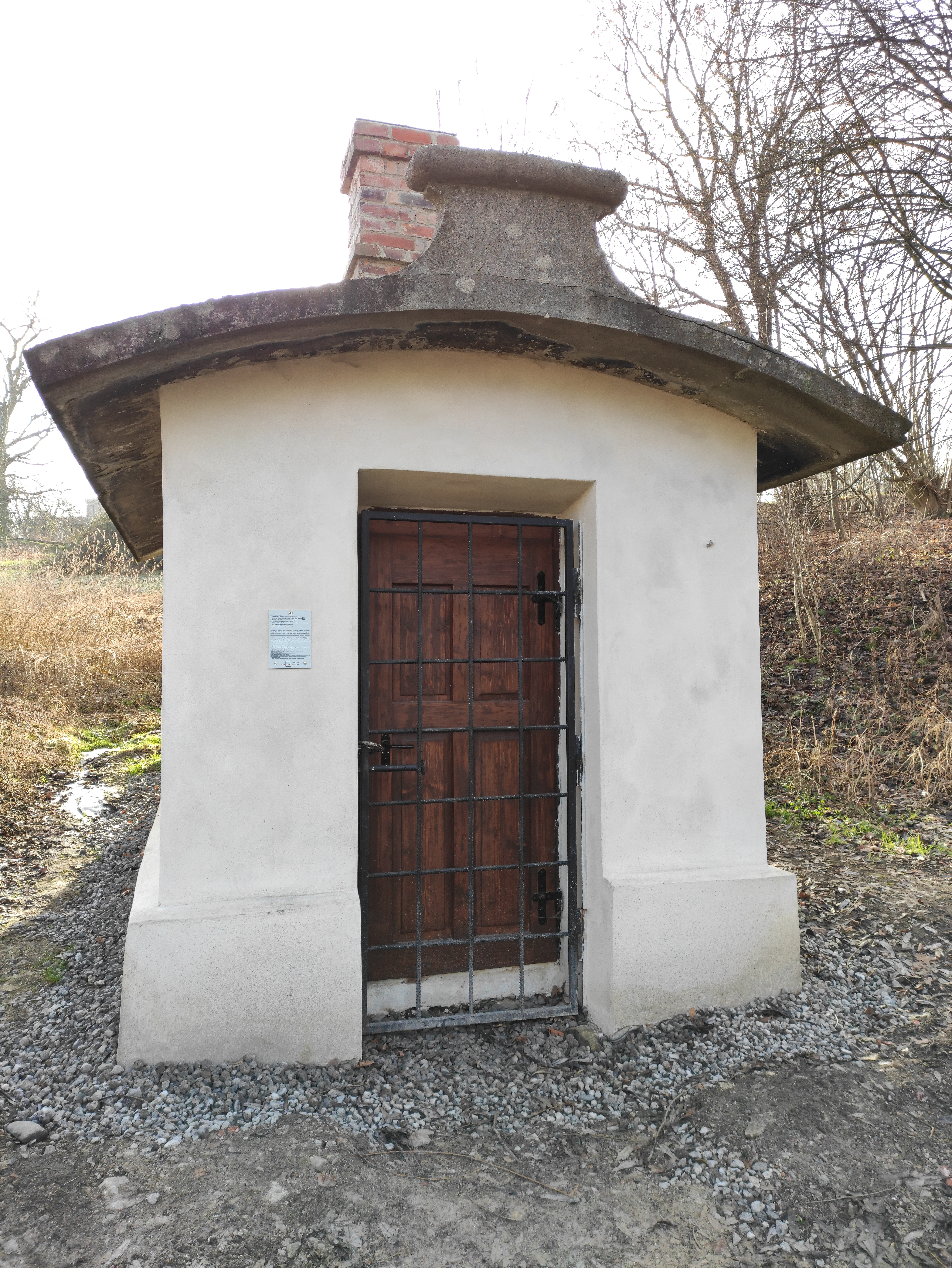
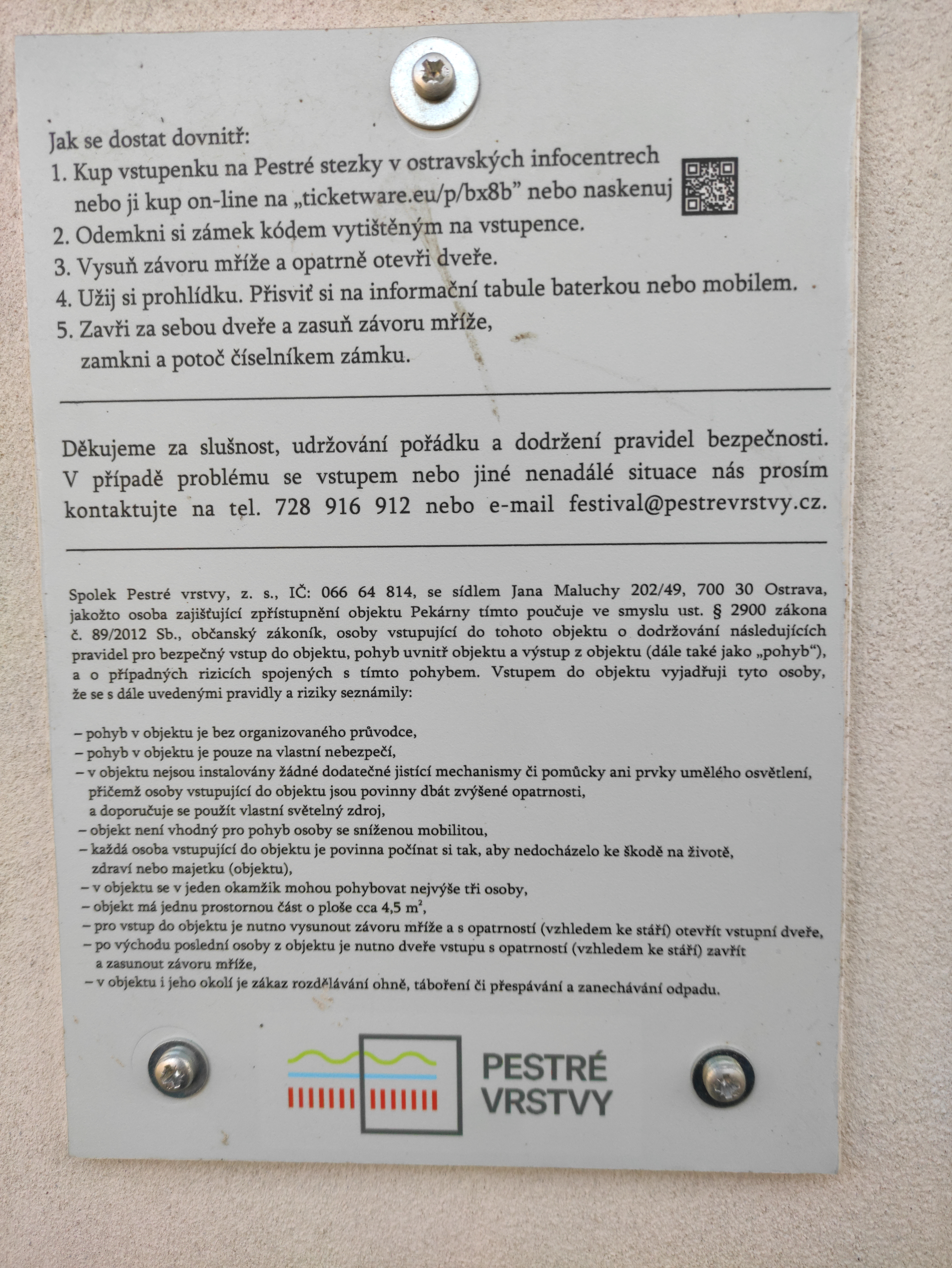